# Muse (альбом Чимина)
Muse — второй студийный альбом южнокорейского певца Чимина из группы BTS, изданный 19 июля 2024 года на лейбле Big Hit Music. Он состоит из семи песен, включая «Closer Than This», предрелизный сингл «Smeraldo Garden Marching Band» с участием Loco и лид-сингл «Who». Альбом дебютировал на втором месте в Южной Корее и на третьем в Японии.

## История
Muse дебютировал на втором месте в южнокорейском чарте альбомов Circle Album Chart с продажами за первую неделю более 771 000 копий. Он дебютировал на третьем месте в японском чарте альбомов Oricon Albums Chart с продажами более 83 000 физических копий. В Соединённых Штатах Чимин во второй раз дебютировал с Muse на втором месте в выпуске Billboard 200 от 3 августа 2024 года. Альбом издан тиражом 96 000 эквивалентных альбомных единиц, включая 74 000 чистых продаж альбома, 15 000 эквивалентных единиц потокового вещания и 7 000 эквивалентных единиц треков.

## Отзывы
| Оценки критиков | Оценки критиков |
| Источник        | Оценка          |
| --------------- | --------------- |
| NME             | [ 5 ]           |

Альбом получил в целом благоприятные отзывы критиков. Риан Дейли из NME написала, что Muse «все ещё передаёт амбивалентное напряжение, хотя и гораздо более тонкое», чем дебютный альбом Джимина Face (2023). Дейли отметил, что «вы можете почувствовать это в том, как Джимин поёт о любви, заметно различаясь между двумя половинами этого альбома» — первая с песнями, которые «меняются от буйных до нежных», и вторая с «более сердитыми» треками. Дэйли заключил, что, хотя в альбоме «меньше рисков, чем в Face», он, тем не менее, «образует связное, отполированное целое».

## Список композиций
| №                   | Название                                           | Автор(ы) | Продюсеры                           | Длительность |
| ------------------- | -------------------------------------------------- | --- | ----------------------------------- | ------------ |
| 1.                  | «Rebirth (Intro)»                                  | Pdogg Jimin Tommy Brown Taylor Hill Ghstloop Evan                                                                     | Pdogg Ghstloop Jimin                | 2:24         |
| 2.                  | «Interlude: Showtime»                              | Pdogg Ghstloop Evan Jimin                                                                                             | Pdogg Ghstloop Evan Jimin           | 1:18         |
| 3.                  | «Smeraldo Garden Marching Band» (при участии Loco) | Tommy Brown Steven Franks Jimin Pdogg Evan Ghstloop Loco Gray                                                         | Brown Mr. Franks Pdogg Ghstloop     | 3:02         |
| 4.                  | «Slow Dance» (при участии Софии Карсон)            | Pdogg Matt Thomson Max Lynedoch Graham Gabriel Brandes Blvsh Chris James August Rigo Ghstloop Sofia Carson Jimin Evan | Pdogg Arcades Ghstloop              | 3:08         |
| 5.                  | «Be Mine»                                          | Pdogg Райан Теддер Ali Tamposi Jacob Kasher Hindlin Ghstloop Evan Jimin                                               | Pdogg Ghstloop                      | 3:27         |
| 6.                  | «Who»                                              | Jon Bellion Pete Nappi Jason Cornet Pdogg Ghstloop                                                                    | Bellion Nappi Tenroc Pdogg Ghstloop | 2:50         |
| 7.                  | «Closer Than This»                                 | Ghstloop Ayo the Producer August Rigo Pdogg Jimin Evan Kofo Shankz                                                    | Ghstloop Ayo the Producer Kofo      | 3:43         |
| Общая длительность: | Общая длительность:                                | Общая длительность:                                                                                                   | Общая длительность:                 | 19:52        |

## Чарты
| Чарт (2024)                         | Высшая позиция |
| ----------------------------------- | -------------- |
| Австралия (ARIA)                    | 27             |
| Бельгия/Фландрия (Ultratop)         | 19             |
| Бельгия/Валлония (Ultratop)         | 3              |
| Нидерланды (Album Top 100)          | 23             |
| Финляндия (Suomen virallinen lista) | 28             |
| Франция (SNEP)                      | 3              |
| Германия (Offizielle Top 100)       | 6              |
| Италия (FIMI)                       | 19             |
| Япония (Oricon)                     | 3              |
| Япония Combined Albums (Oricon)     | 3              |
| Япония Hot Albums (Billboard Japan) | 3              |
| Литва (AGATA)                       | 8              |
| Новая Зеландия (RMNZ)               | 17             |
| Республика Корея (Circle)           | 2              |
| Великобритания (UK Albums Chart)    | 56             |
| США (Billboard 200) ·               | 2              |